# Roemenië op het Türkvizyonsongfestival
Roemenië neemt sinds de eerste editie in 2013 onafgebroken deel aan het Türkvizyonsongfestival. Het land heeft in totaal vier keer deelgenomen aan het festival.

## Geschiedenis

### 2013
Roemenië was een van de 25 deelnemende landen en regio's aan het eerste Türkvizyonsongfestival. Als een van de weinige landen organiseerde de omroep, toen nog Alpha TV Media, een nationale finale om te bepalen welke artiest naar het Turkse Eskişehir zou trekken. In deze nationale preselectie wist Genghiz Erhan Cutcalai de professionele jury het meest te overtuigen waardoor hij de eer kreeg om Roemenië te vertegenwoordigen op hun debuut. Eén dag voor de halve finale van het festival werd het lied van Cutlacai bekendgemaakt: Ay ak shatır. 
In Turkije moest elk land eerst aantreden in de halve finale. Hierin was Roemenië als negentiende aan de beurt. Bij het bekendmaken van de finalisten bleek dat het land zich niet had weten plaatsen voor de finale. De resultaten van de halve finale werden nooit bekendgemaakt.

### 2014
Na eerdere geruchten dat Roemenië niet meer zou deelnemen aan het festival, nam het land in 2014 toch deel. In tegenstelling tot het voorgaande jaar werd voor de tweede editie geen nationale preselectie georganiseerd om de Roemeense inzending te bepalen, maar koos de omroep intern een act uit. Genghiz Erhan Cutlacai, die Roemenië ook het jaar voordien had vertegenwoordigd, werd opnieuw uitgekozen, ditmaal om een duet te vormen met Alev Gafar. Later werd bekend dat het tweetal zou aantreden met het Turkse nummer Genclik basa bir gelir.
De tweede editie van het festival vond plaats in Kazan in de Russische deelrepubliek Tatarije. Alle inzendingen moesten opnieuw aantreden in een halve finale waarvan enkel de beste vijftien doorstootten naar de finale. In die halve finale kwam Roemenië als 22ste aan de beurt, na Azerbeidzjan en voor Macedonië. Met 158 punten eindigde het duo op de zeventiende plaats waardoor ze niet kwalificeerden voor de finale.

### 2015
Ook in 2015 nam Roemenië deel aan het festival. De zanger Edvin Eddy mocht ditmaal proberen een Roemeens succes te creëren op het festival. Voor het eerst was er geen halve finale op het Türkvizyonsongfestival, maar traden alle 21 deelnemers aan in één grote finale. Roemenië was als zeventiende aan de beurt, na de inzending van Oezbekistan en voor Servië. Een Roemeens succes zat er ook deze editie niet in. Edvin Eddy eindigde met zijn nummer Seviyorum, Anlasana slechts 18de. Dit is tot op heden het beste Roemeense resultaat op het festival.

### 2016
De Roemeense omroep maakte al snel bekend dat het land ook zou deelnemen aan de vierde editie in 2016 dat opnieuw in Istanboel georganiseerd zou worden. Begin december werd het festival echter verplaatst naar maart 2017. Uiteindelijk werd ook deze datum verschoven naar september 2017 en nadien helemaal geannuleerd. De omroep had Sunai Giolacai reeds geselecteerd om het land te vertegenwoordigen.

### 2020
Bij de heropstart van het festival in 2020 was Roemenië opnieuw van de partij. De organisatie van de Roemeense deelname verschoof van Alpha TV Media naar Media TV ondanks dat beide zenders het festival wel uitzonden. Media TV besloot om de inzending intern te kiezen. De keuze viel op Sunai Giolacai, die na de geannuleerde editie van 2016 dus opnieuw de kans kreeg om zijn vaderland te vertegenwoordigen, en zijn lied Niye?. Omwille van de coronapandemie moesten alle deelnemers hun inzending op voorhand filmen en vond het festival zodoende online plaats. Giolacai kwam als 20ste aan de beurt en sloot de avond af op de 22ste plaats, op 26 deelnemers. Opnieuw wist de Roemeense inzending de jury's niet te bekoren.
Ook in 2021 plande Roemenië aanwezig zijn op het festival, maar werd de editie gecanceld wegens te weinig interesse van deelnemende omroepen.

## Roemeense deelnames
| Jaar | Artiest                    | Titel                  | Fin. | Ptn. | Semi | Ptn. | Taal  |
| ---- | -------------------------- | ---------------------- | ---- | ---- | ---- | ---- | ----- |
| 2013 | Genghiz Erhan Cutcalai     | Ay ak shatır           | X    | X    | -    | -    | Turks |
| 2014 | Genghiz Erhan & Alev Gafar | Genclik basa bir gelir | X    | X    | 17   | 158  | Turks |
| 2015 | Edvin Eddy                 | Seviyorum, Anlasana    | 18   | 134  |      |      | Turks |
| 2020 | Sunai Giolacai             | Niye?                  | 22   | 167  |      |      | Turks |

| Kleur | Betekenis      |
| ----- | -------------- |
|       | Eerste plaats  |
|       | Tweede plaats  |
|       | Derde plaats   |
|       | Laatste plaats |
|       | Gastland       |